# 粗毛阿尔泰狗娃花
粗毛阿尔泰狗娃花（学名：Heteropappus altaicus var. hirsutus）为菊科狗娃花属下的一个变种。广泛分布于亚洲中部、东部、北部及东北部，也见于喜马拉，雅西部。生于草原，荒漠地，沙地及干旱山地。海拔从滨海到4000米。